# Questa è la mia famiglia
Questa è la mia famiglia  (What Makes a Family) è un film per la televisione del 2001, diretto da Maggie Greenwald. Il film è basato su una storia vera.

## Trama
Janine è lesbica ma ha sempre sognato una famiglia sua, e si sente davvero realizzata quando la sua compagna Sandy – grazie all'inseminazione artificiale – ha una bambina. La giovane madre però muore cinque anni dopo, e la famiglia di lei inizia una battaglia legale senza esclusione di colpi per sottrarre a Janine la custodia della piccola. Janine combatte insieme al suo avvocato Terry Harrison, contro il sistema giudiziario della Florida e contro i suoceri, per avere la custodia della bimba.

## Distribuzione
Il film è stato trasmesso in Italia per la prima volta nel 2009 su Italia 1, cui sono seguite varie repliche sempre sui canali televisivi Mediaset.